# Di tích Nhà thờ Thánh Phaolô, Ma Cao
Di tích Nhà thờ Thánh Phaolô (tiếng Bồ Đào Nha: Ruinas de São Paulo, tiếng Trung: 大三 巴 牌坊, bính âm: Dàsānbā Páifāng) là một tàn tích thế kỷ 17 của một khu phức hợp ở Santo António, Ma Cao. Nó bao gồm những gì còn sót lại của Trường Đại học Thánh Phaolô và nhà thờ Thánh Phaolô, còn gọi là Nhà thờ Mẹ Thiên Chúa. Đây là nhà thờ dành riêng cho Thánh Phaolô Tông đồ]. Ngày nay, di tích này là một trong những địa danh nổi tiếng nhất của Ma Cao và là một trong số [Bảy kỳ quan thế giới gốc Bồ Đào Nha, đồng thời nó cũng được UNESCO công nhận là Di sản Thế giới như là một phần của "Khu lịch sử Ma Cao".

## Thể loại
Được xây dựng từ năm 1602 đến năm 1640 bởi các tu sĩ dòng Tên, đây là một trong những nhà thờ Công giáo lâu đời nhất châu Á lúc bấy giờ. Với sự suy giảm tầm quan trọng của Ma Cao khi cảng chính của Đồng bằng Châu Giang ở Hồng Kông, các công trình tương tự suy giảm  và nó đã bị phá hủy bởi một đám cháy trong một cơn bão vào ngày 26 tháng 1 năm 1835. Fortaleza do Monte nhìn ra di tích. Điều này có thể do Francesco Melzi đã đưa bản chép tay cho Carlo Spinola ở Milan hoặc bởi kiến trúc sư Giacomo della Porta, (có mối liên hệ với Sách chép tay Leonardo, trước đây là Sách chép tay Leicester hiện thuộc sở hữu bởi Bill Gates) người đã thiết kế mặt tiền của Nhà thờ Gesù ở Roma.

## Mô tả
Di tích iờ đây bao gồm mặt tiền bằng đá phía nam được chạm khắc tinh xảo từ năm 1620 đến 1627 bởi những người theo đạo Thiên chúa Nhật Bản sống lưu vong và những người thợ thủ công địa phương dưới sự chỉ đạo của tu sĩ Dòng Tên người Ý Carlo Spinola. Mặt tiền nằm trên một ngọn đồi nhỏ, dẫn lên bằng 68 bậc đá. Các bức chạm khắc bao gồm các hình ảnh của dòng Tên với chủ đề phương Đông, chẳng hạn như Đức Trinh Nữ Maria đang bước trên một con Hydra bảy đầu được mô tả bằng chữ Hán là "Thánh Mẫu giẫm lên đầu rồng". Một số bức chạm khắc khác là của những người sáng lập dòng Tên, Cuộc chinh phục cái chết của Chúa Giêsu, và ở trên cùng là một con chim bồ câu với đôi cánh dang rộng.

## Hình ảnh

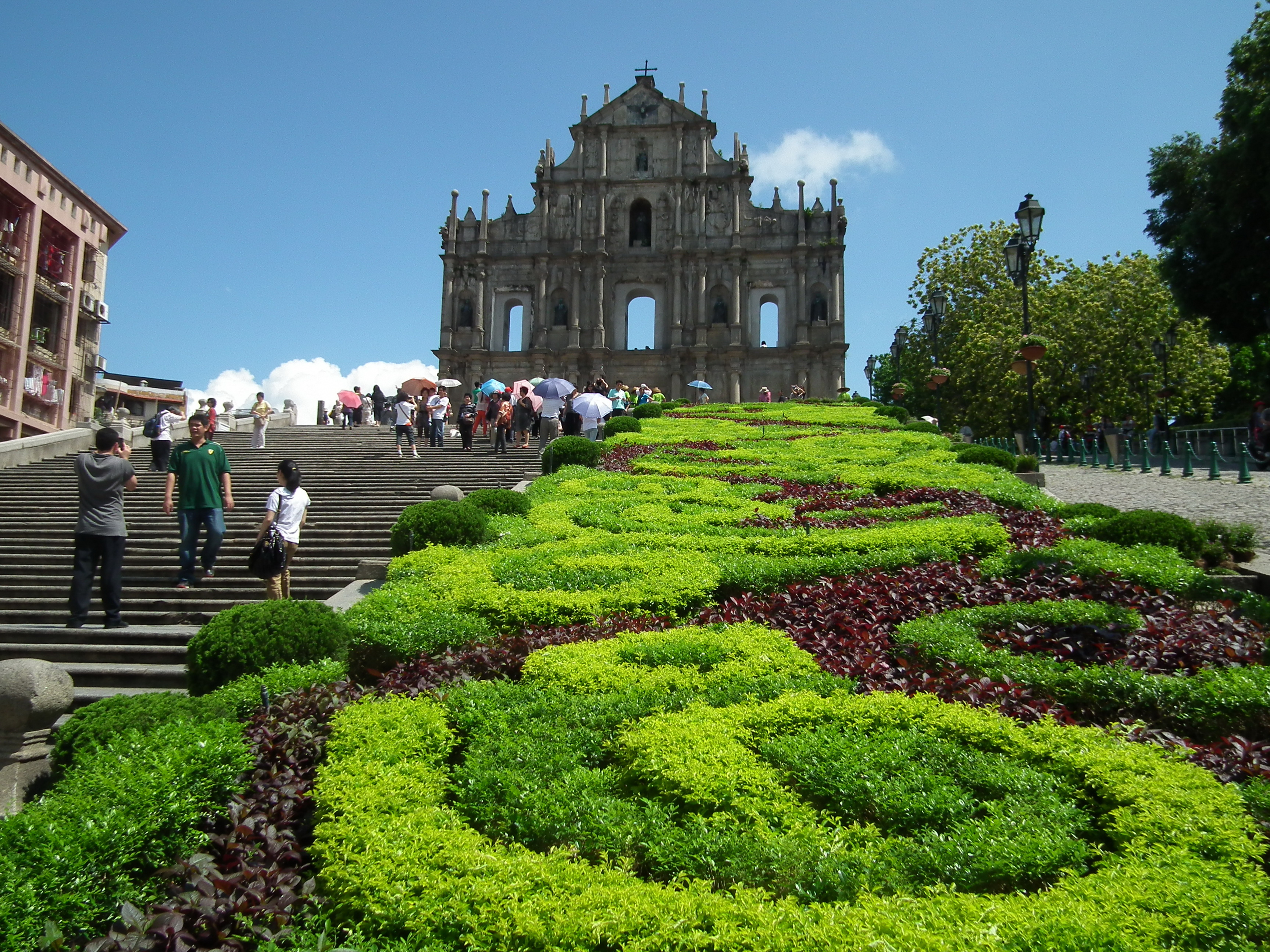
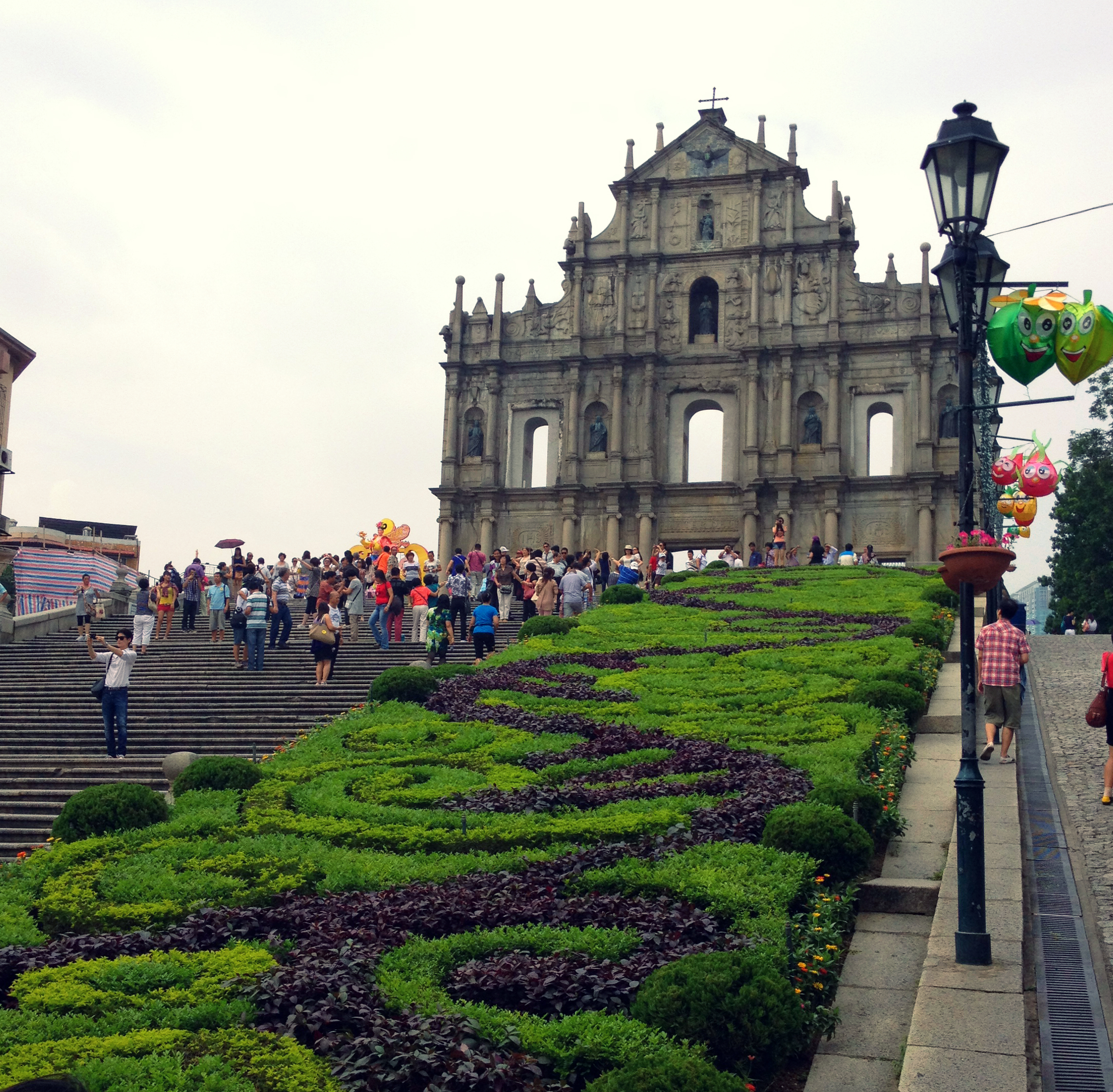
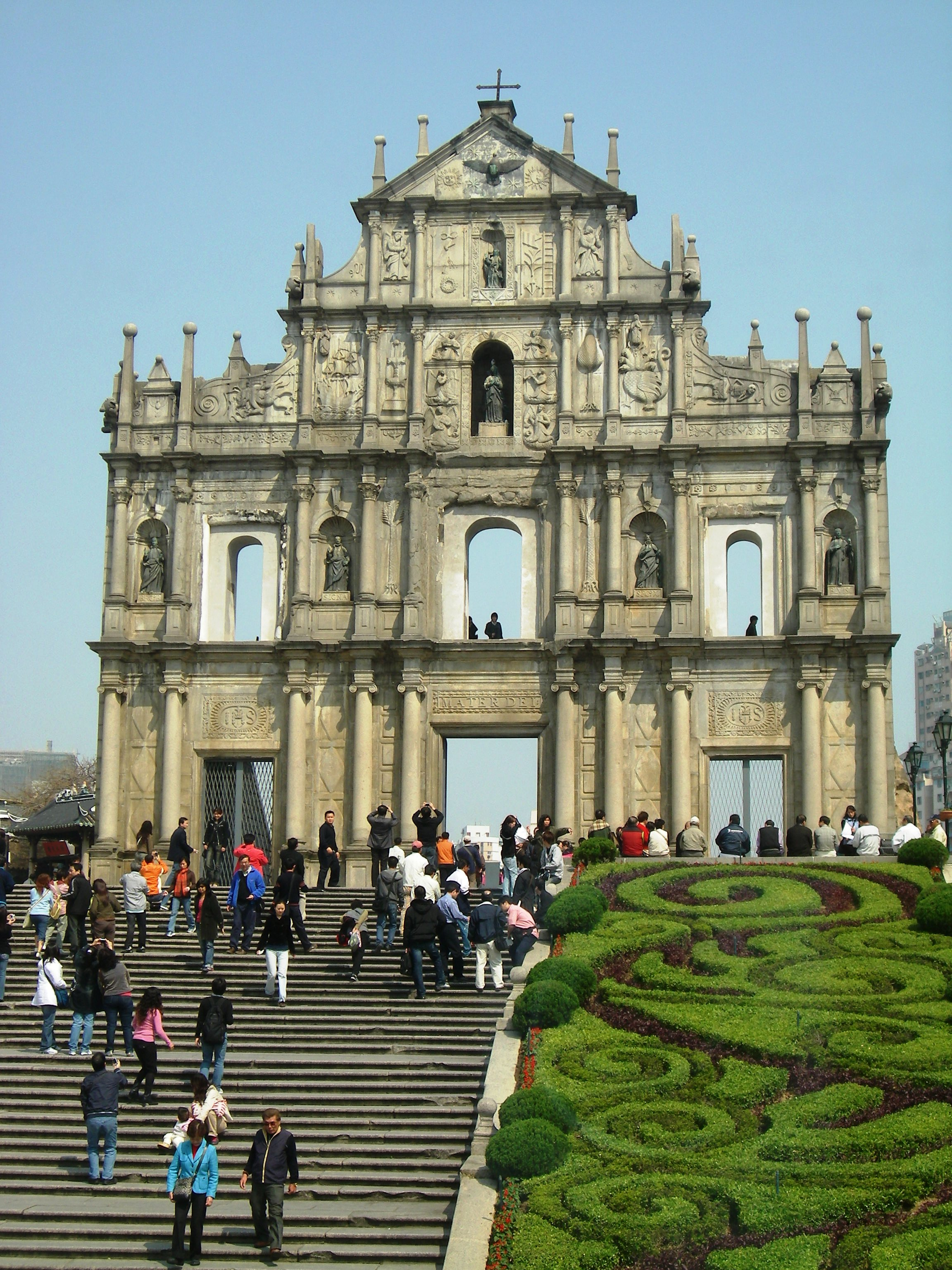
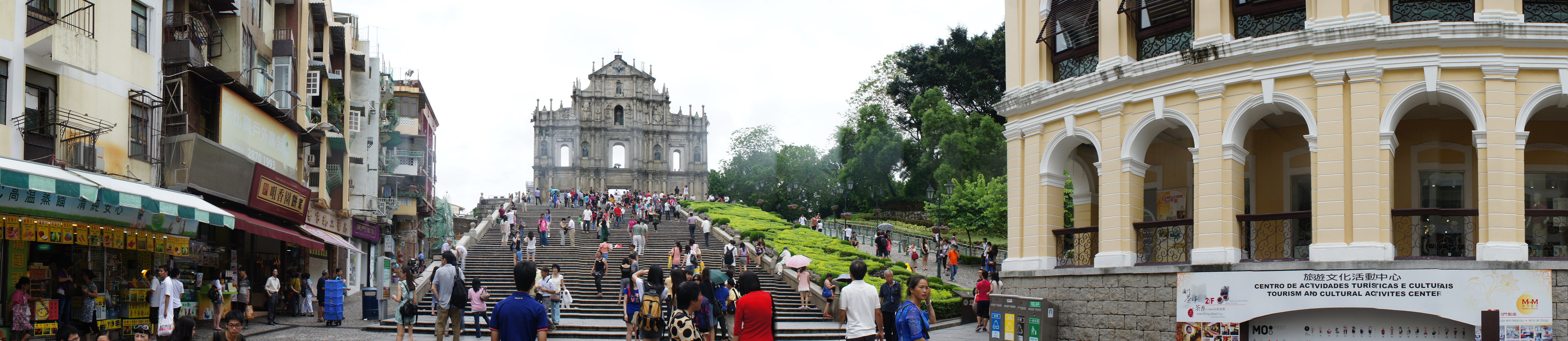
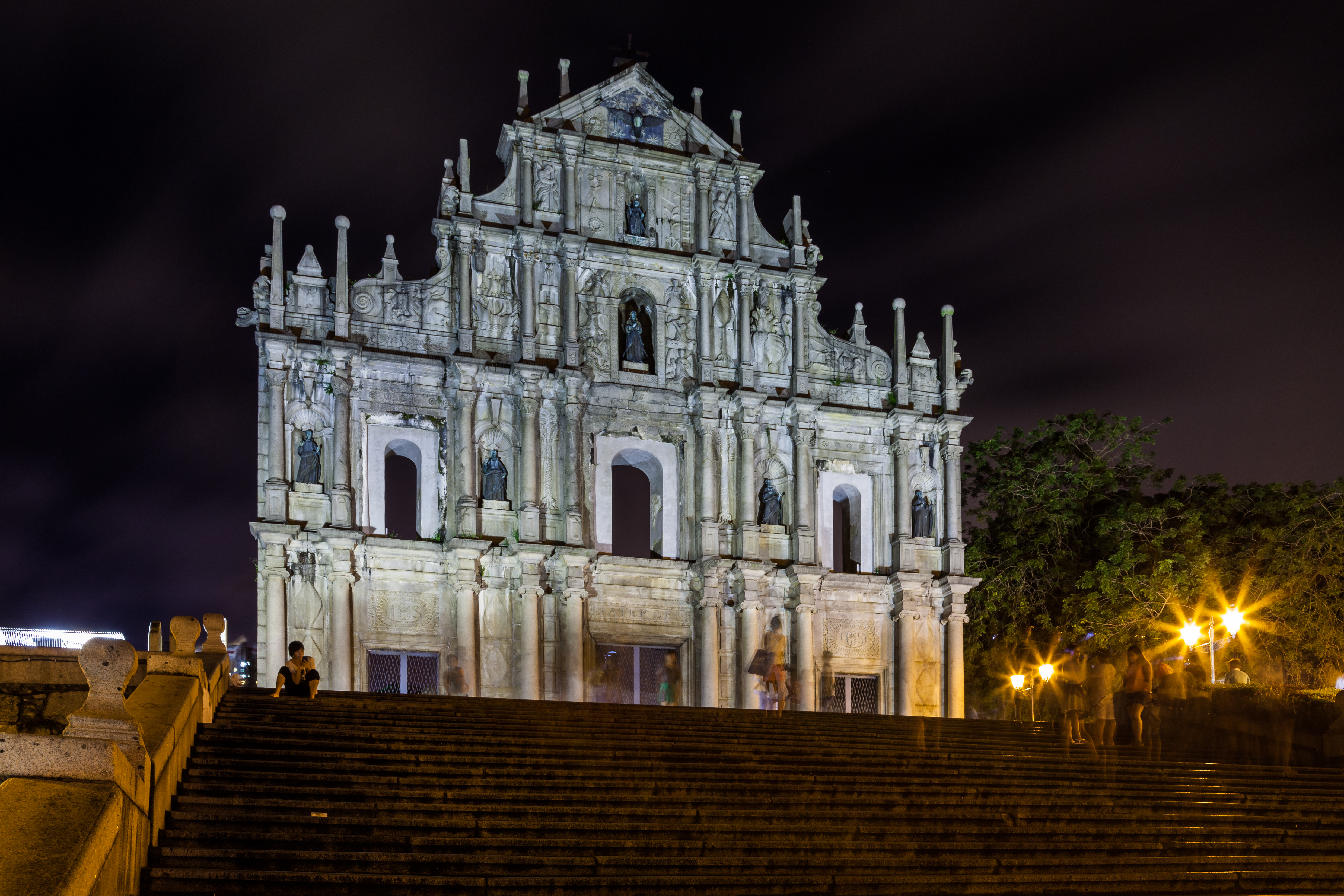
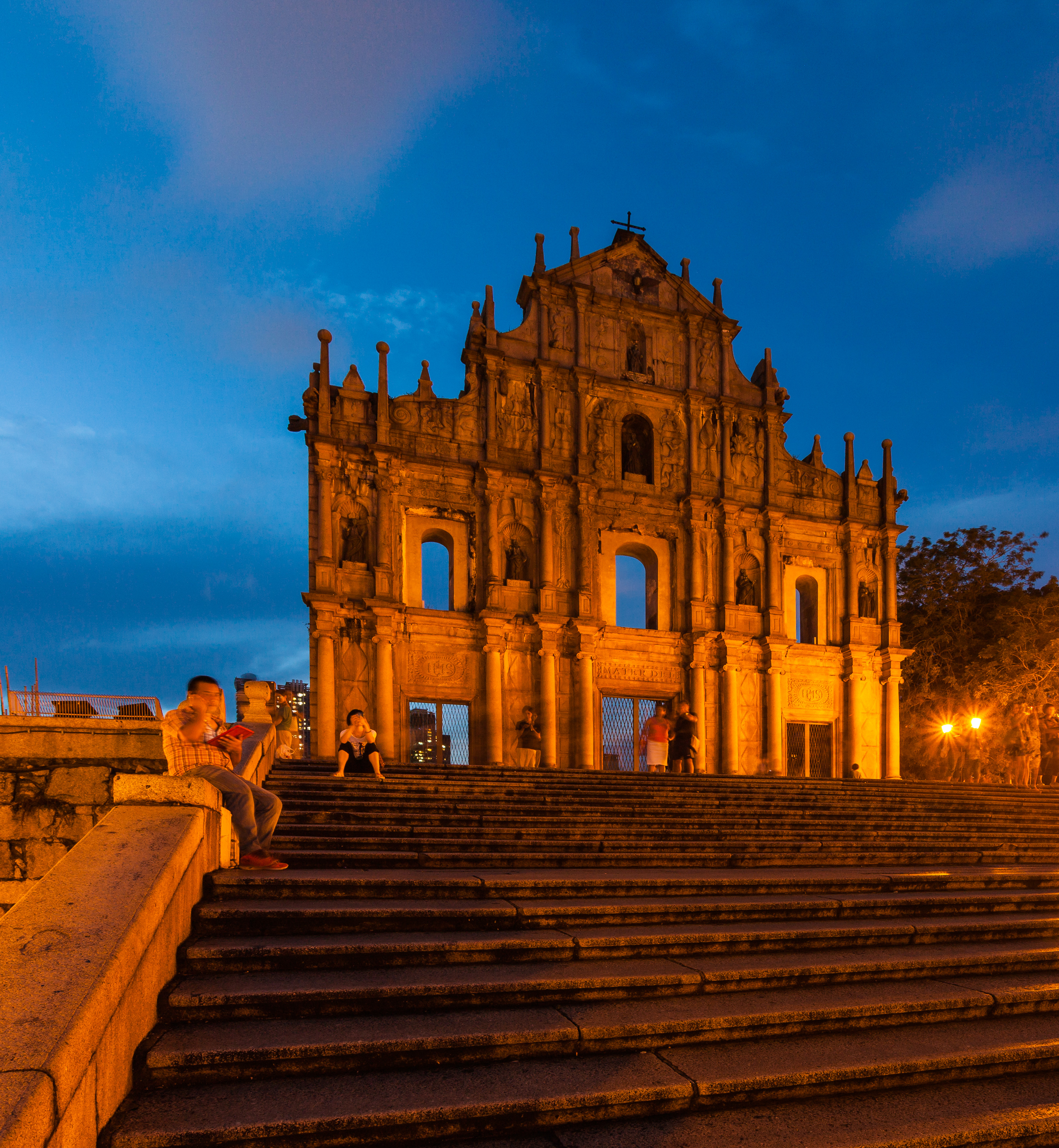
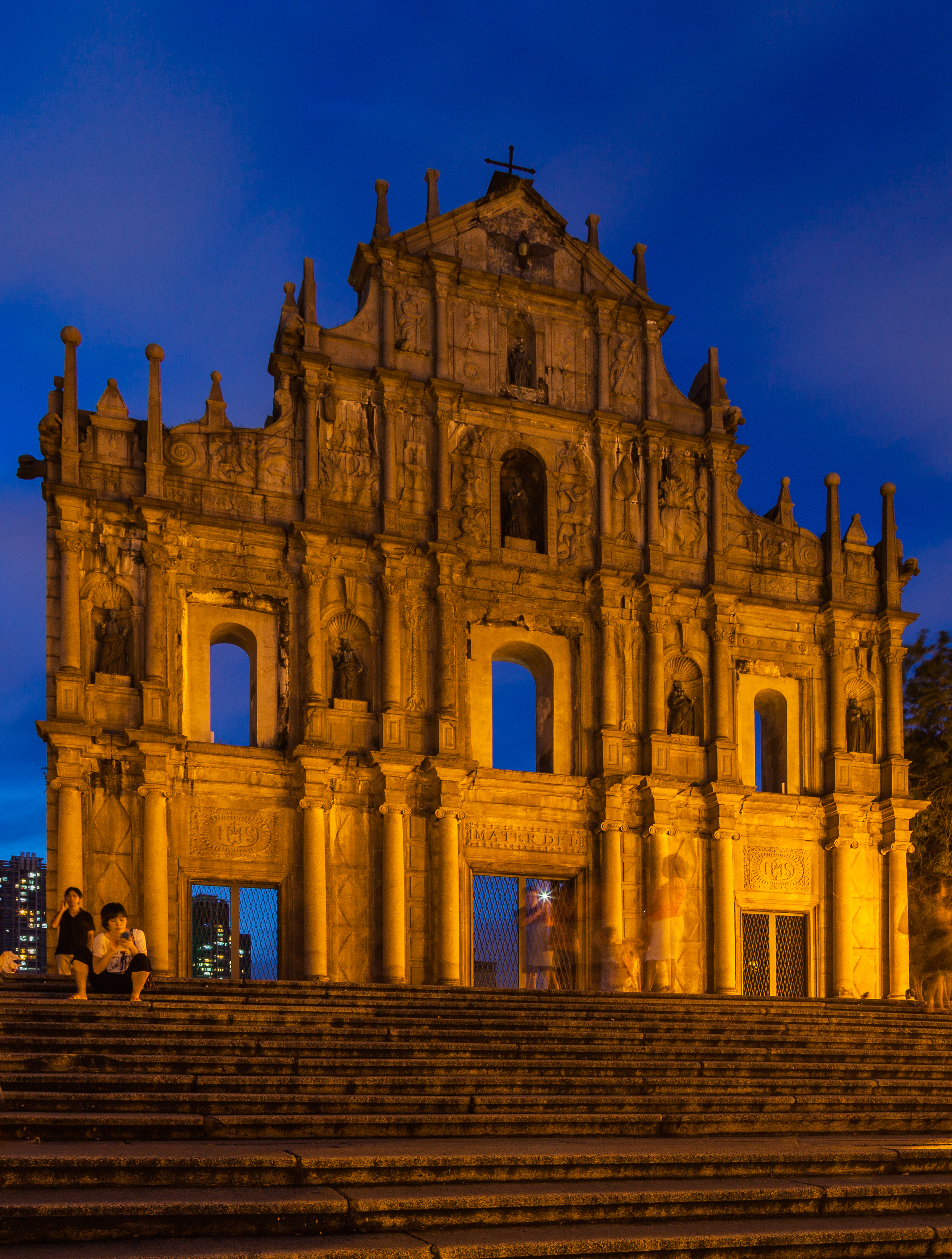
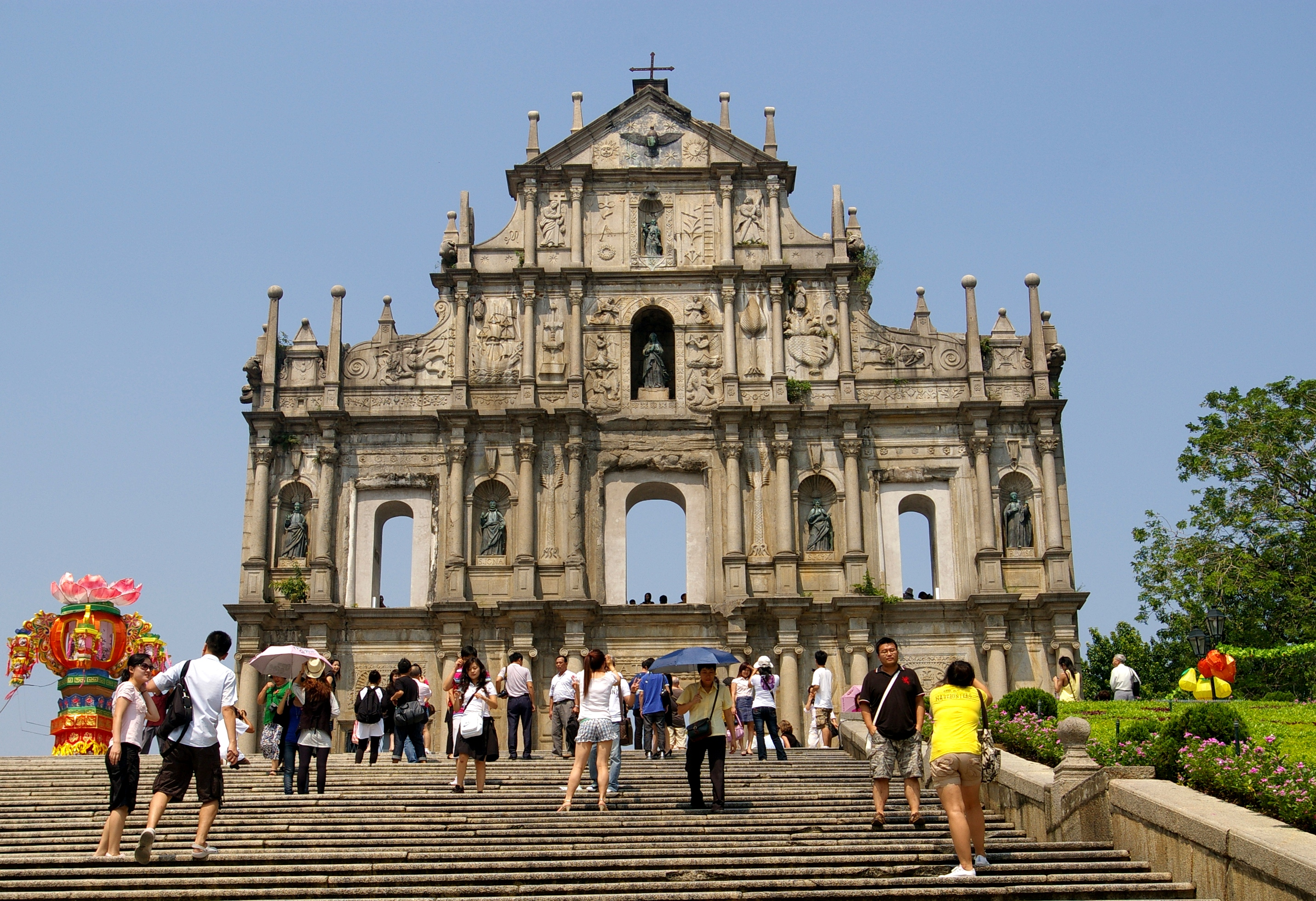
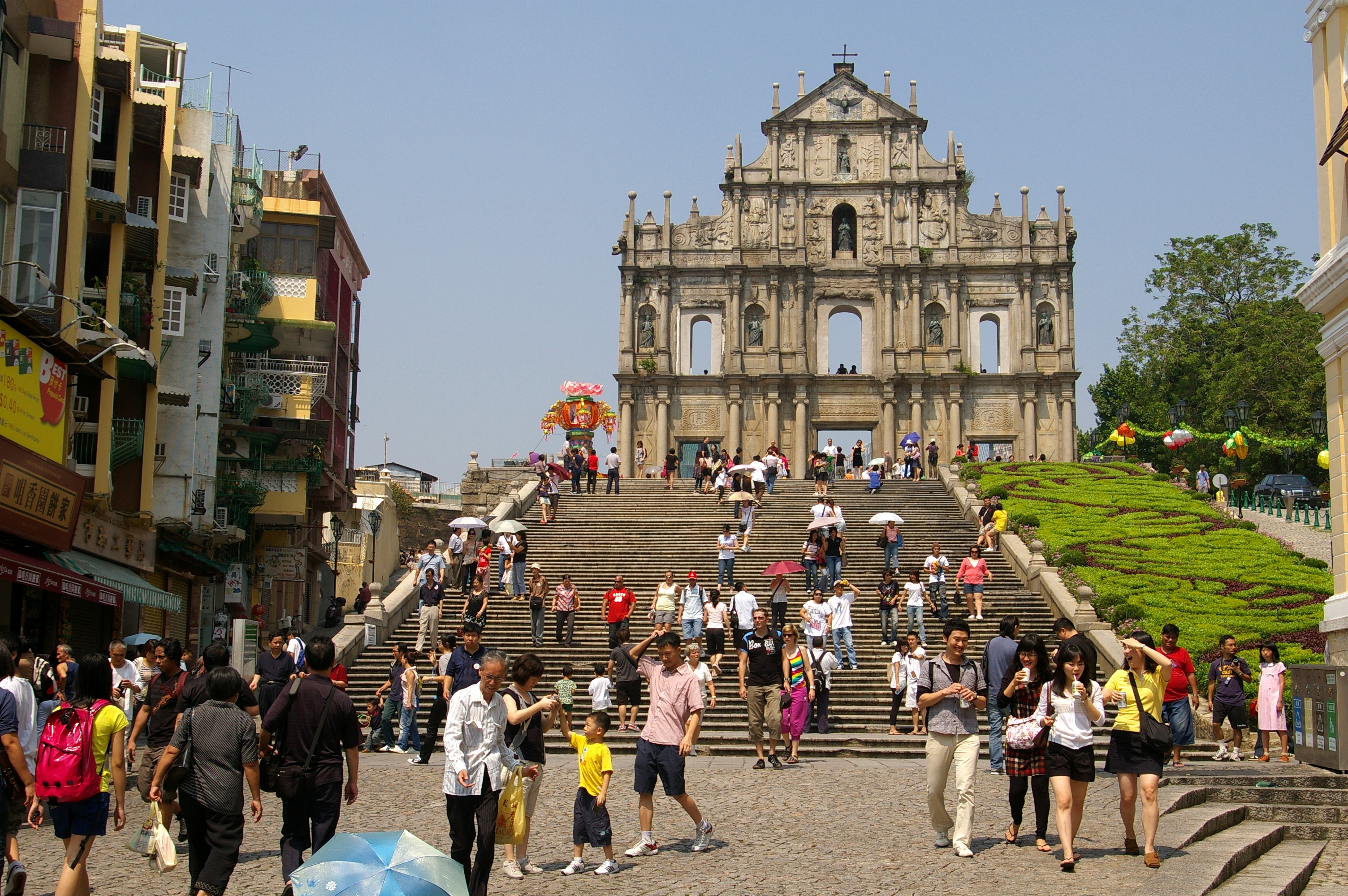
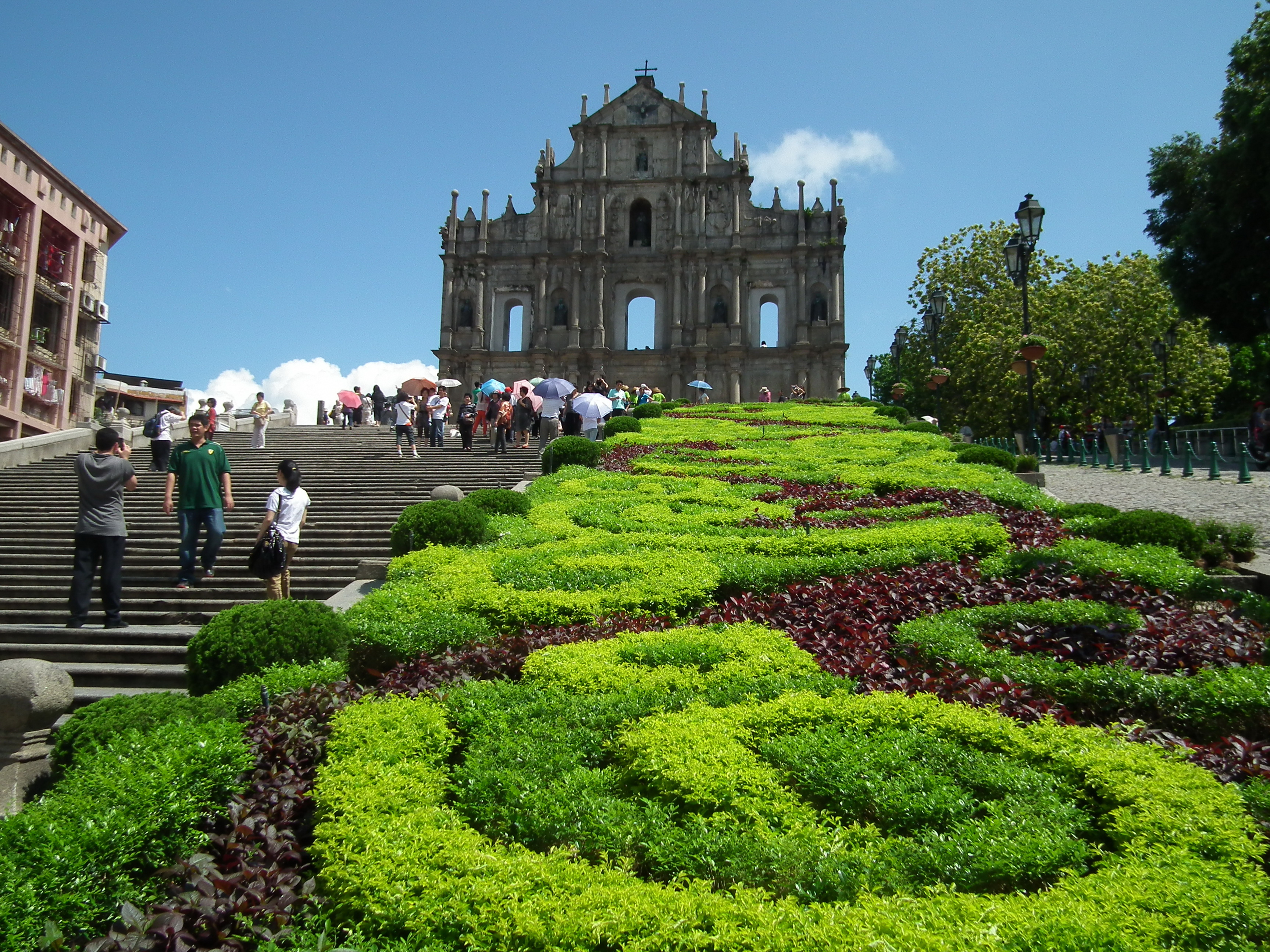